# Palazzo Cercepiccola
Il Palazzo Cercepiccola è un edificio di valore storico e architettonico di Napoli, situato in via Ventaglieri.
Questo palazzo come tutta l'edilizia visibile su via Ventaglieri risale al XVII secolo. Lo studioso Italo Ferraro riporta una fonte: quella di Giuseppe Fiengo che cita una serie di costruzioni in restauro nel biennio 1734-1735 in seguito al terremoto del 1732 nel suo Organizzazione e produzione edilizia a Napoli all'avvento di Carlo di Borbone. Tra i tanti edifici citati, Ferraro ritiene che questo sia il palazzo di Pompeo Almirante (?-1742), duca di Cerza Piccola.
Venne eretto su un lotto stretto e lungo, con il prospetto laterale che va a occupare gran parte del lato destro del primo tratto della Salita Sant'Antonio a Tarsia. Esternamente il palazzo offre allo sguardo una facciata di quattro piani e un portale in piperno a bugne piatte dall'arco a tutto sesto che si raccorda con il balcone centrale del piano nobile grazie a due mensole in piperno a forma di voluta. Sul prospetto laterale vi è un piccolo portale, sempre in piperno, occluso in epoca imprecisata. All'interno si ha una struttura a "croce" con una sequenza allineata e perfettamente simmetrica fatta dall'androne, dal cortile, ai cui lati vi sono due piccoli portici dall'unica arcata, e dalla scala aperta dall'unica arcata ribassata per livello. 
In anni recenti i proprietari hanno provveduto a restaurare la facciata su via Ventaglieri e l'interno (cioè l'androne, il cortile e la scala aperta, davanti alla quale è stato posizionato un ascensore); mentre resta gravemente degradato il prospetto laterale sulla Salita Sant'Antonio a Tarsia.